# ウィリアム・マーシャル (貿易商)
ウィリアム・マーシャル（William Marshall, 1827年 - 1873年2月24日）は、幕末から明治初期にかけて横浜で活動したイギリス人商人。生麦事件に遭遇した人物の一人である。

## 生涯
日本の開国によって開放された横浜に在住し、主に絹輸入業に成果を挙げた。
1862年、妻クレメンティナの実妹にあたるマーガレット・ボラディルが香港より来日しマーシャルを訪ねてきたため、ビリヤード仲間のウッドソープ・クラークを誘って川崎大師へ旅行する事を計画。クラークが誘ったチャールズ・リチャードソンを加えた4人で川崎大師へ乗馬で向かった。しかしその道中で島津久光の行列と遭遇、先頭を騎馬で歩いていたリチャードソンが薩摩藩士に斬り付けられ、自身も脇と背中を斬られる軽傷を負った（生麦事件）。マーシャルは義妹のボラディル夫人を逃がし、重傷を負ったリチャードソンを助けて逃走しようとするが、リチャードソンが落馬してしまったために救出を断念し、アメリカ領事館だった本覚寺へ逃れた。そこで先に到着していたクラークとともに治療を受けた。
事件後も横浜で引き続き商業に従事し、同地で没した。墓所は横浜市中区の横浜外国人墓地にある。